# La Mauselaine
La Mauselaine est une station de ski située dans les Vosges à Gérardmer. Ouverte en 1958 sur trois pistes ; elle en compte aujourd'hui 21 (dont 1 stade de Slalom homologué FIS). Depuis 2008 la station est gérée en régie municipale par la commune de Gérardmer. La piste qui se voit depuis la ville est Le Tétras (piste rouge).
La Mauselaine se répartit en quatre secteurs : La Mauselaine, La Chaume Francis, Grouvelin et Le Pré-Lynx.
En pleine saison, la ville de Gérardmer accueille deux fois plus d'habitants (10 % de Britanniques, 45 % de Français, 5 % de Belges, 20 % d'Allemands et d'Hollandais).

## Histoire
Présidée  au début du 19e siècle par le Dr Meidinger puis M. André Voirin, et M. Paul Vial, l'association gérômoise des sports d'hiver (AGSH) est à l'origine de l'implantation précoce de remontées mécaniques dans le coteau de la Mauselaine. 
- 1908 : fondation de la société des sports d'hiver de Gérardmer; organisatrice de la semaine internationale des sports d'hiver de 1913
- candidature à l'organisation des jeux olympiques de 1924[1].
- 1941 : Création d'une école de ski par Marcel Georges[2].
- 1950 : Projet de la station.
- 1952 : La savoyard Raymond Jeangeorges installe un premier téléski à trépieds. Des oppositions locales entraînent le départ de Jeangeorges qui ira développer Pralognan-la-Vanoise[2].
- 1958 : construction du téléski des Hêtres-Sud (actuellement de la Mauselaine). Création de l’École du ski français (ESF) de Gérardmer[2]
- 1959 : ouverture du téléski des Hêtres-sud.
- 1960 :L'Association Gérômoise des Sports d'Hiver est fondée pour soutenir le développement de la station[3]
- 1986 : Création du Télésiège du Grand Haut.
- 1988 : Création du Télésiège de Grouvelin, reprise de l'exploitation par Maurice Yung (Translac S.A)  qui devient alors délégataire chargé de l'exploitation et du développement du domaine skiable.
- 2006 : fin de concession pour Translac S.A. pour  10 M€ et reprise de la station par la société Maulin Montagne Participation. La concession devait durer 20 ans[4].
- 2008 : Reprise de la station par la commune de Gérardmer sous forme de régie municipale[5].
- 2014 : La Mauselaine accueille la 8e étape du Tour de France 2014, en décembre la station inaugure son stade de Slalom homologué FIS pour les slaloms spécial et slalom géant.
- 2015: Nouveau Télésiège débrayage 6 places qui remplace le Télésiège du Grand Haut, cédé et transporté en Écosse, et modification de la piste Le Renard de bleue à verte.

## Les pistes
La station de Gérardmer propose 21 pistes : 2 noires, 8 rouges (dont 1 stade de Slalom homologué FIS construit en 2013), 4 bleues, 7 vertes + un espace débutant de 4 pistes vertes en front de neige et un jardin d'enfants.
- La station compte dans sa liste la piste la plus longue des Vosges (2 900 m), Les Chevreuils.
- La piste la plus connue[réf. souhaitée] est Le Tétras (piste rouge) équipée pour le ski nocturne.
- Le Snowpark est situé sur la piste rouge du Cabri.
- Le Boardercross est situé sur la piste verte du Sanglier.
- Entre 2013 et 2014, la station s'est dotée d'un stade de slalom homologué FIS en décembre 2014.

## Les secteurs
- La Mauselaine  : est la porte d'entrée principale du domaine skiable, regroupant le front de neige, les parkings, les caisses, l'école de ski, de nombreuses locations de ski et restaurants. C'est également là qu'est situé le jardin d'enfant ainsi que l'espace délimitant "La petite Mauselaine". Le Télésiège du Grand Haut et les Téléskis du Grand Haut permettent d'accéder au Grand Haut (1 100 m) et au reste du domaine.
- La Chaume Francis  : anciennement base de repli lors des hivers peu enneigés avant le réaménagement du domaine en 1984, la Chaume Francis est la deuxième porte d'entrée du domaine avec une caisse et un parking, son télésiège monte au sommet de la Tête de Grouvelin, sommet de la station à  1 137 m d'altitude.
- Grouvelin (auberge et chaume)  : situé en haut du domaine skiable, cet espace propose 4 pistes vertes et 1 restaurant d'altitude. Du haut de la Tête de Grouvelin, une table d'orientation permet de repérer les sommets vosgiens visibles.
- Le Pré-Lynx 750 : à 750 mètres d'altitude, c'est le point bas du domaine où convergent de nombreuses pistes.

## Galerie

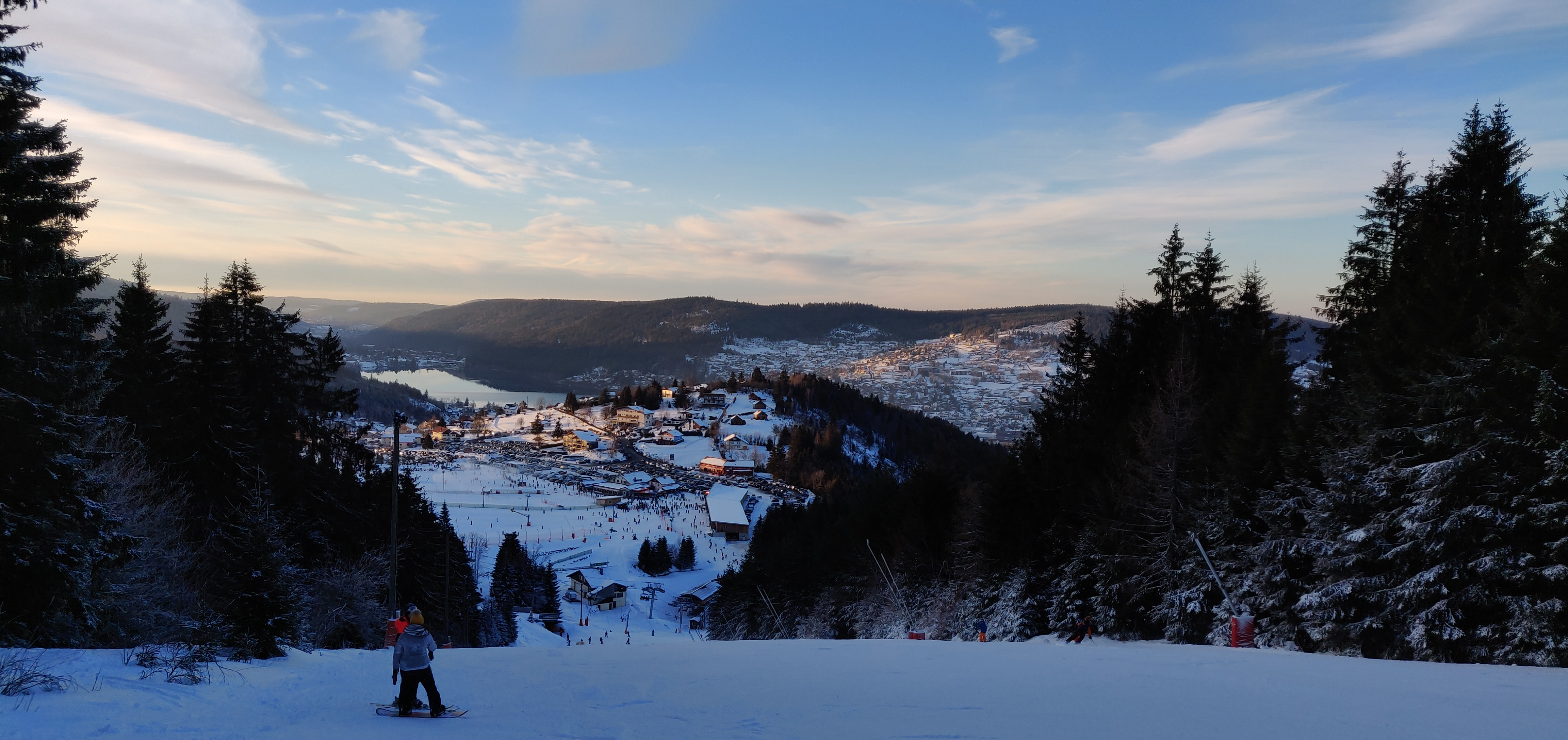
Vue sur Gerardmer et son lac depuis la piste le Tétras.
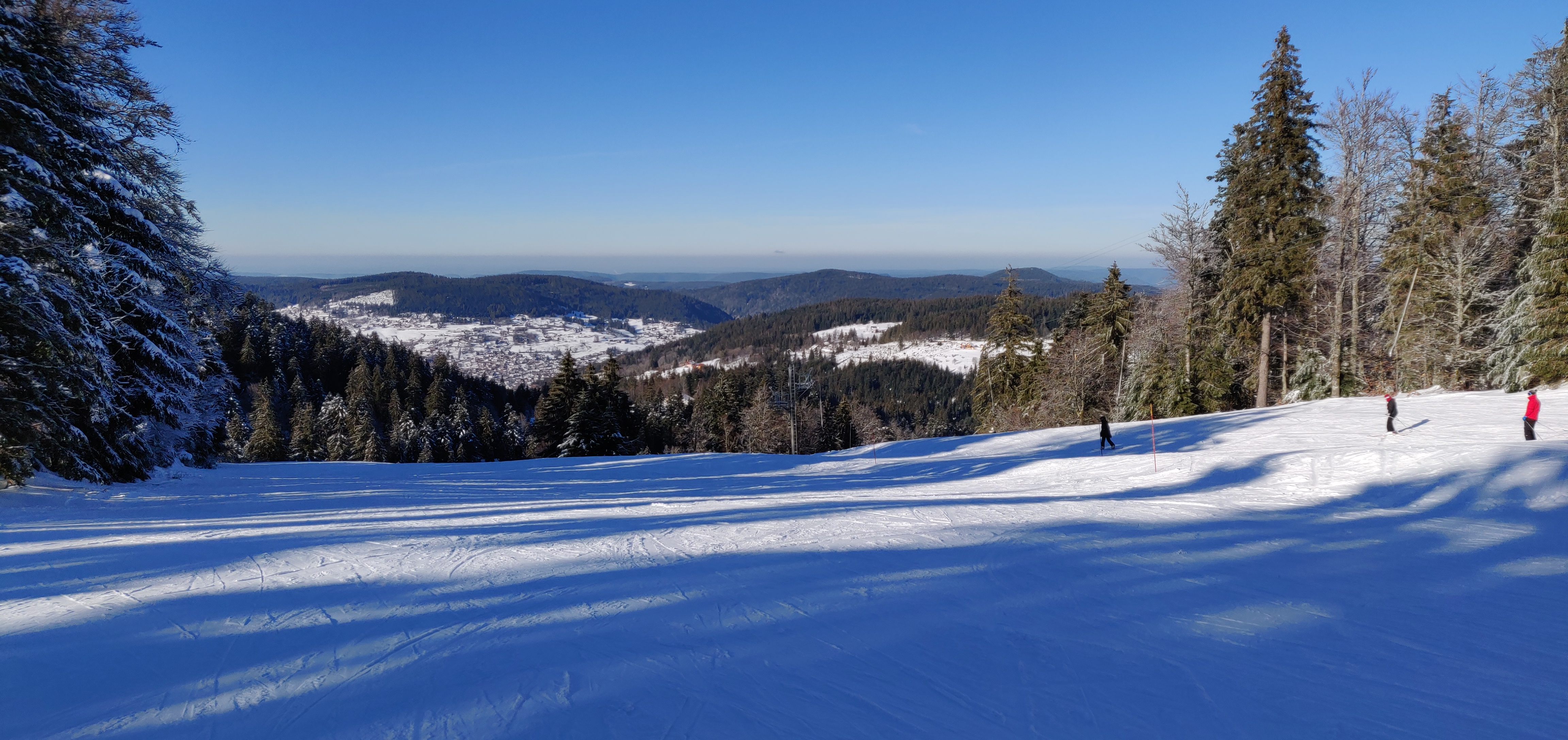
Descente du début de la piste noire Le cerf.
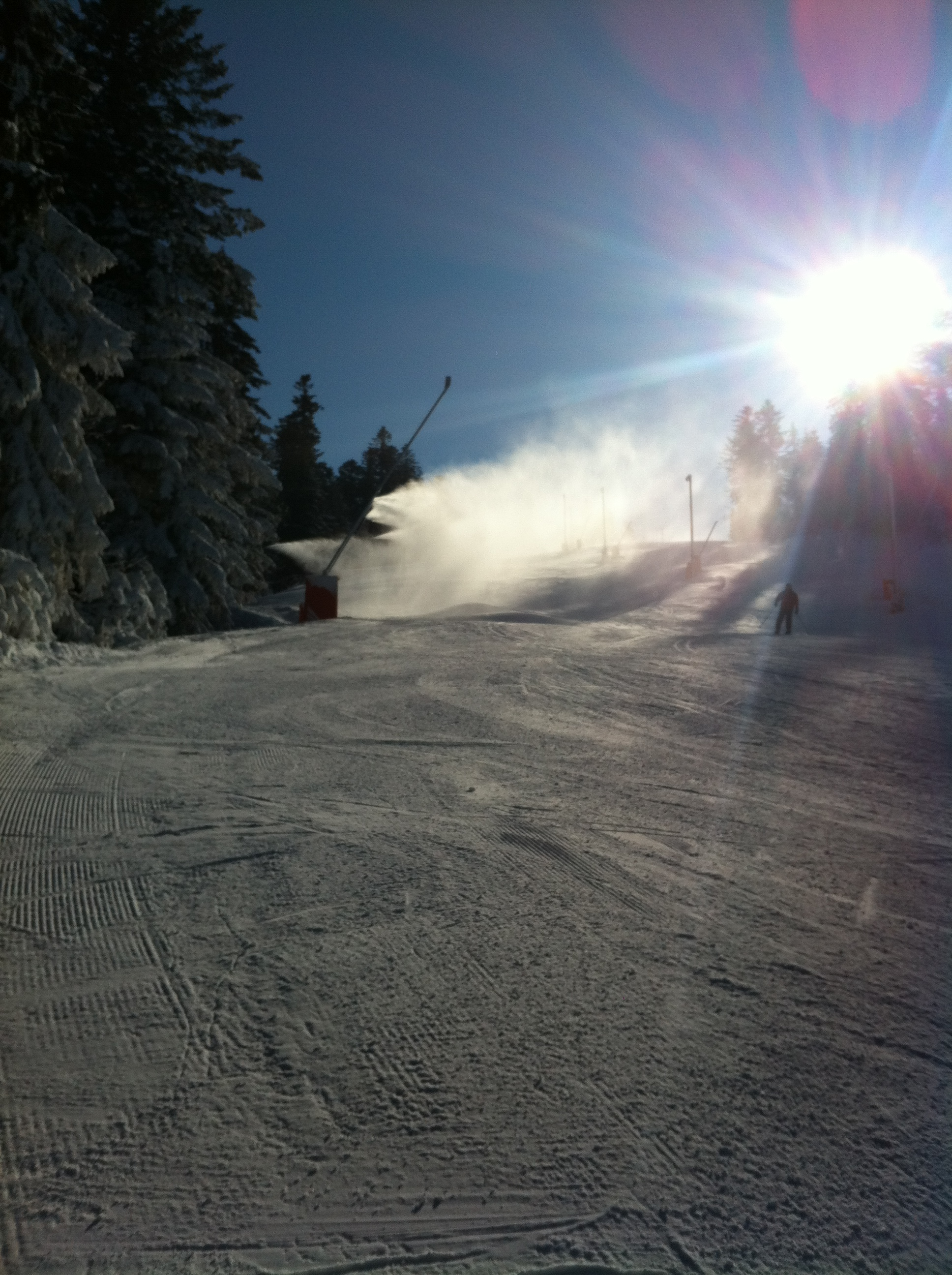
Canons à neige en fonctionnement sur la Piste du Tétras à Gérardmer.
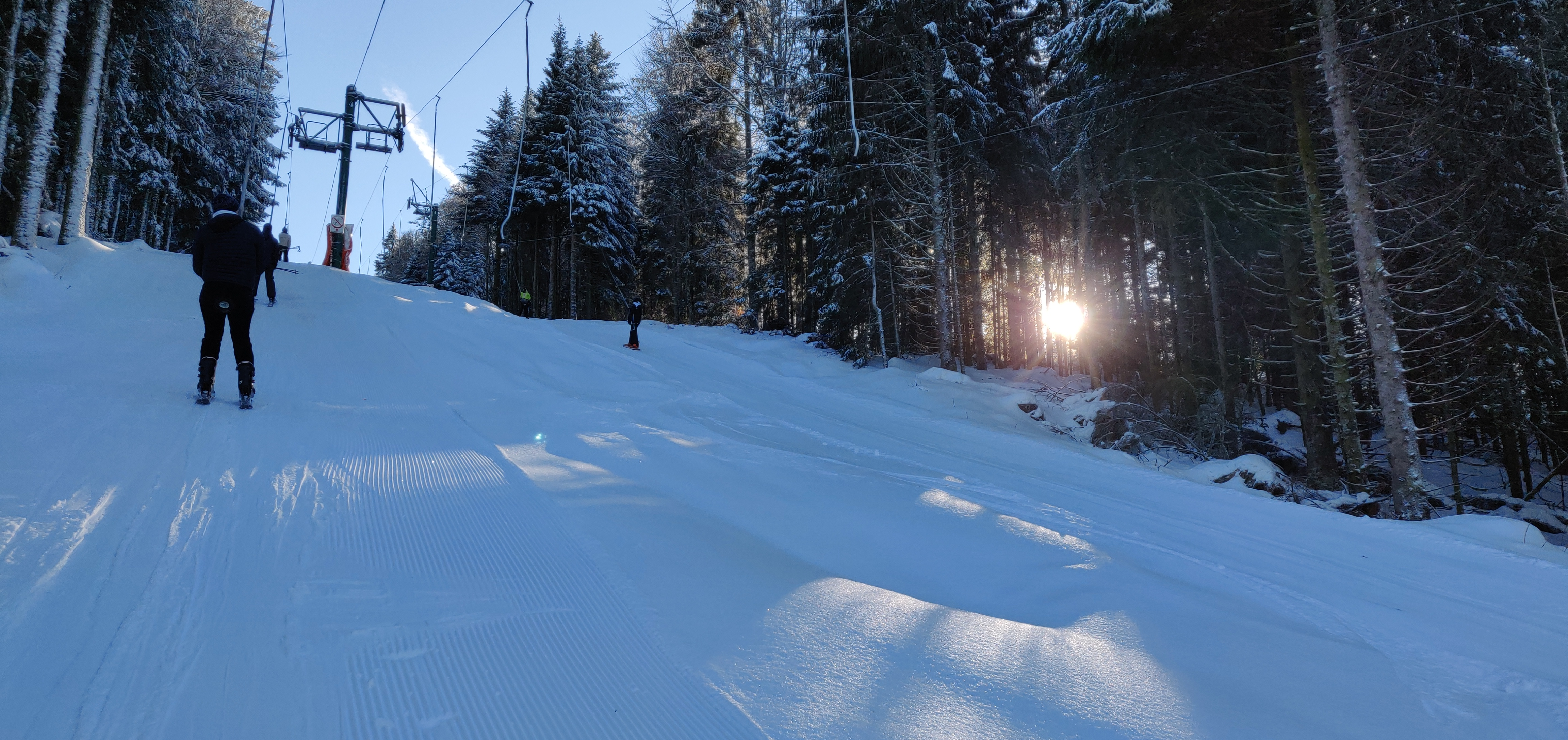
Montée du téléski de La Chaume Francis.
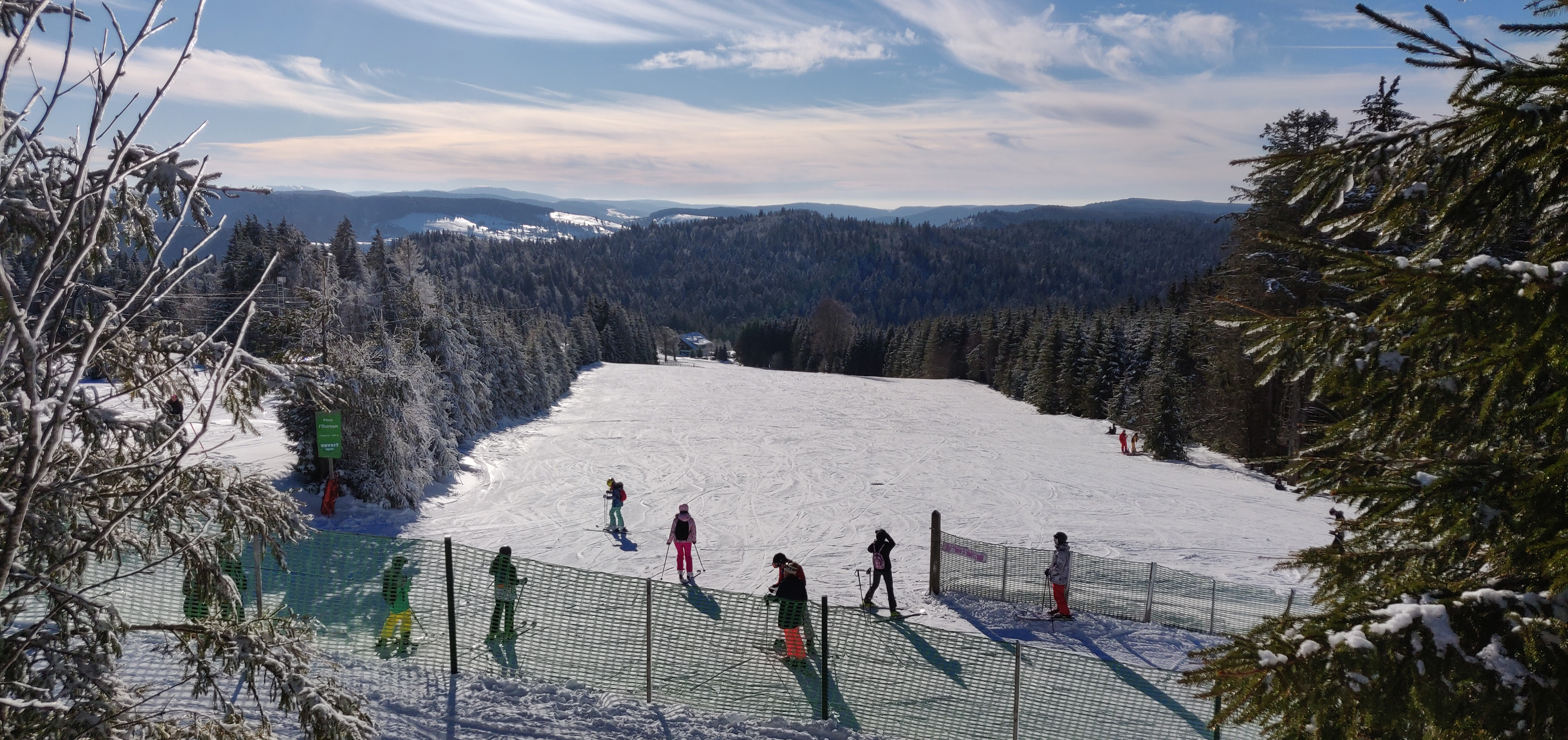
Piste verte L'ourson depuis le sommet du télésiège Tête de Grouvelin.
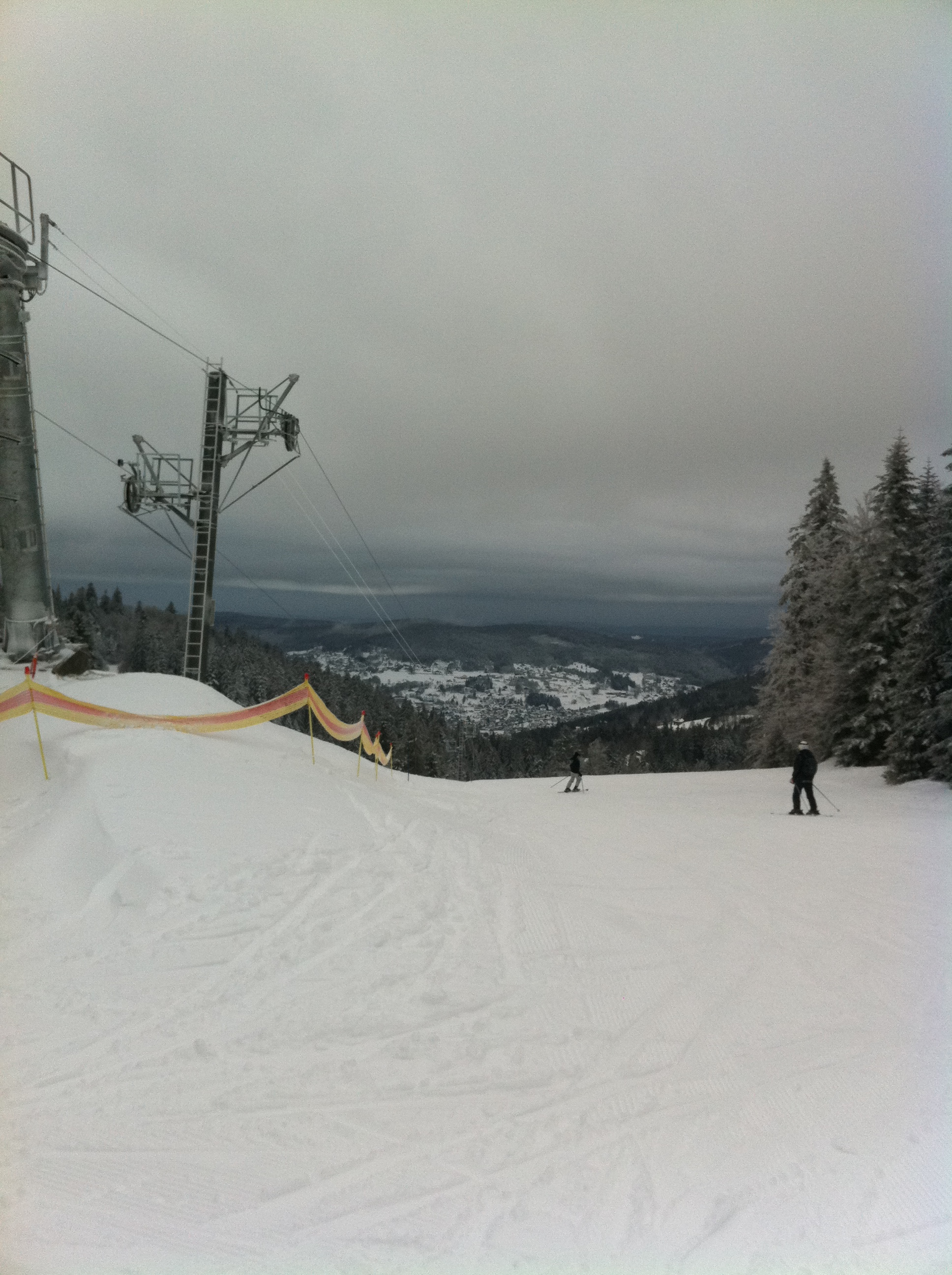
Vue de Gérardmer depuis le sommet du téléski des 17KM (Tête de la Chaume Francis).
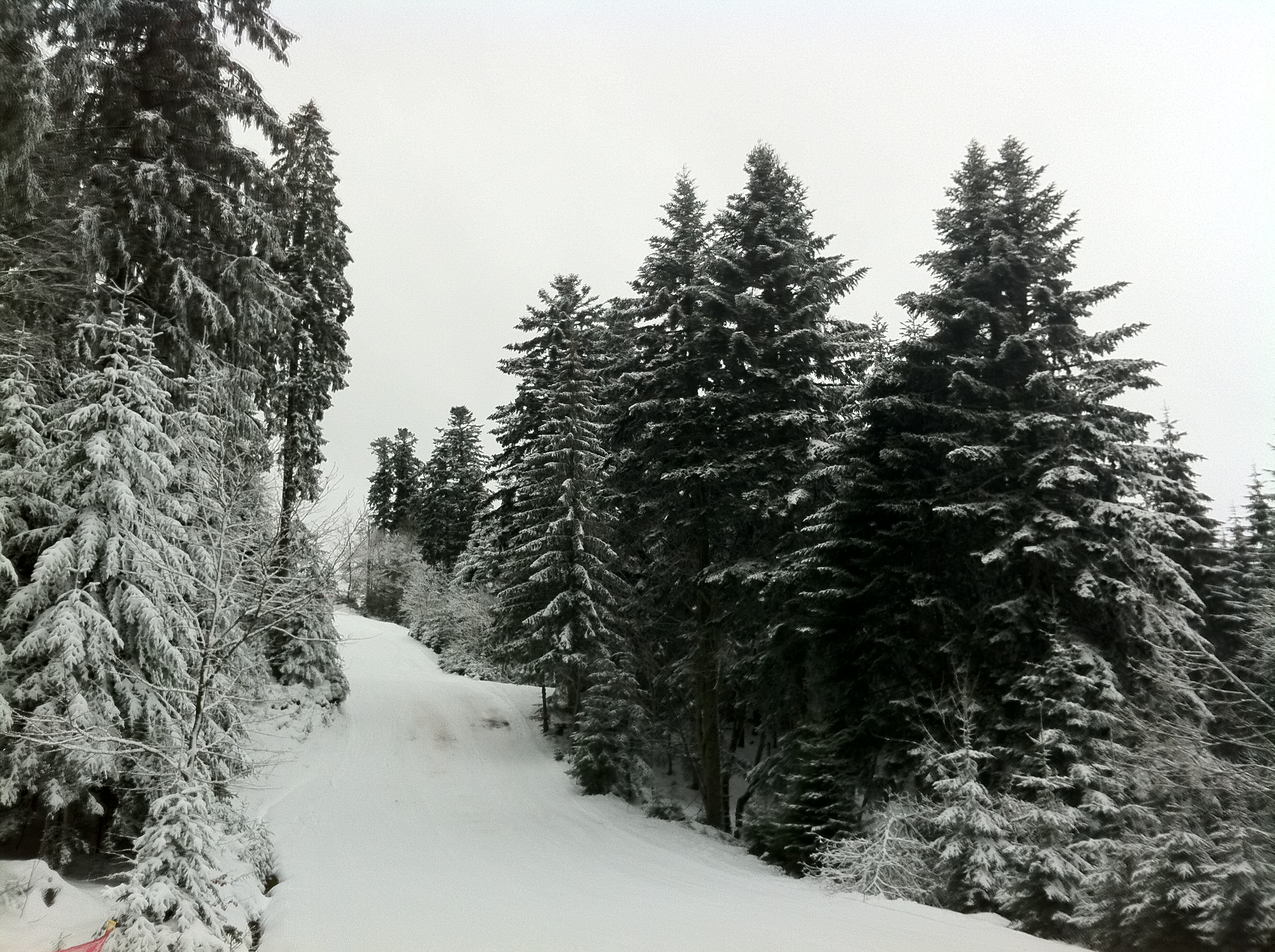
Lieu-dit "La Goutte" à la station de Gerardmer La Mauselaine.
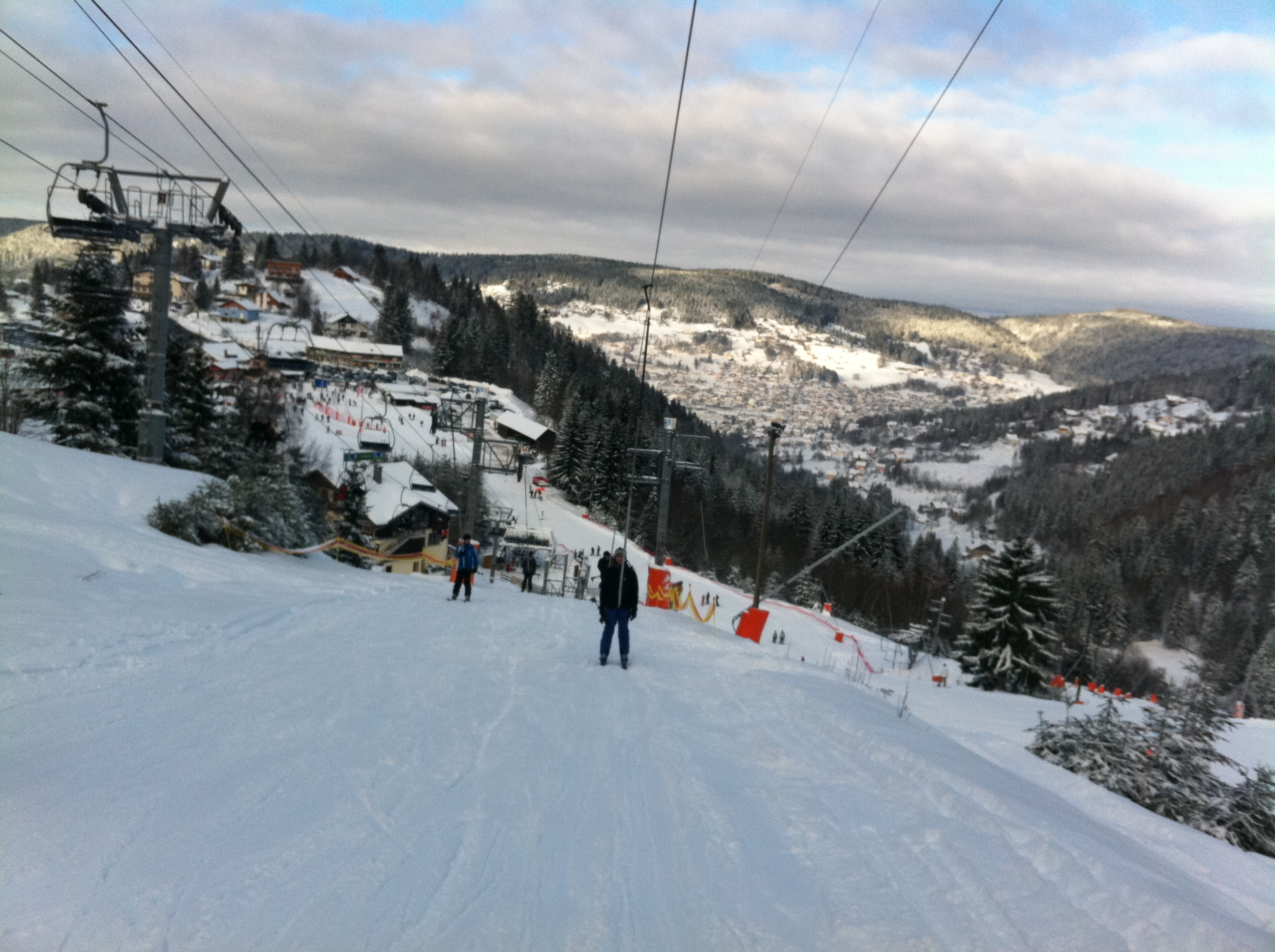
Vue de la ville de Gérardmer depuis la Mauselaine (Téléski du Grand Haut).
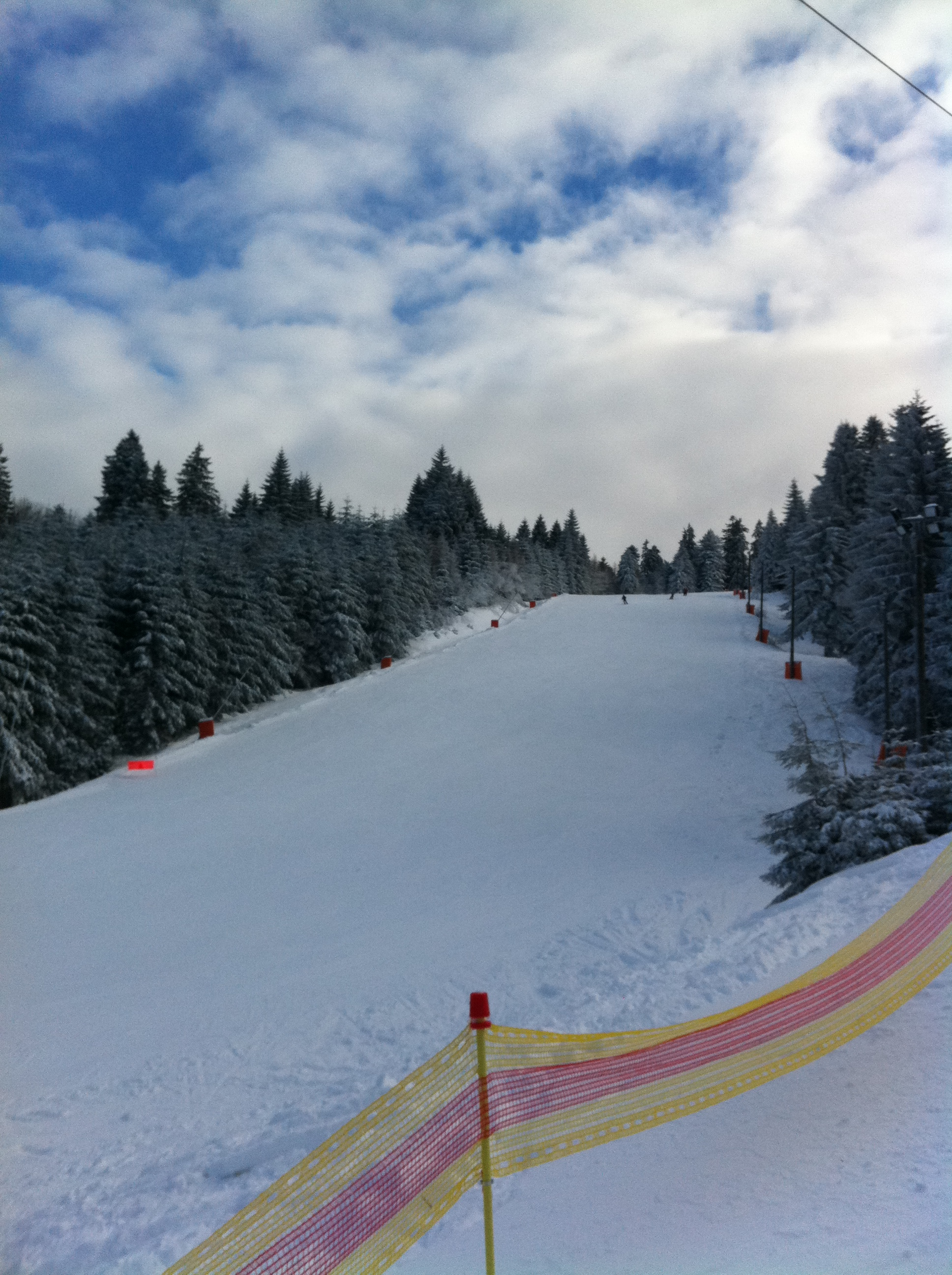
Piste du Tétras, station de ski de Gérardmer La Mauselaine.